# Charleval (Eure)
Pour les articles homonymes, voir Charleval.
Charleval est une commune française située dans le département de l'Eure, en région Normandie.

## Géographie

### Localisation
Le village est situé dans l'Eure, dans la vallée au confluent de l'Andelle et de la Lieure, proche de la route Paris-Rouen, passant à Fleury-sur-Andelle et proche de Lyons-la-Forêt.

### Communes limitrophes
| Perriers-sur-Andelle | Les Hogues (par un angle)                                              | Lyons-la-Forêt   |
| Vandrimare           | Charleval                                                              | Rosay-sur-Lieure |
| Fleury-sur-Andelle   | Val d'Orger (comm. dél. de Grainville et de Gaillardbois-Cressenville) | Ménesqueville    |

### Hydrographie
La commune est située dans le bassin Seine-Normandie. Elle est drainée par l'Andelle, la Lieure, des bras de la Lieure et divers autres petits cours d'eau,.
L'Andelle, d'une longueur de 57 km, prend sa source dans la commune de Serqueux et se jette  dans la Seine à Pîtres, après avoir traversé 24 communes.
La Lieure, d'une longueur de 15 km, prend sa source dans la commune de Lorleau et se jette  dans l'Andelle à Fleury-sur-Andelle, après avoir traversé six communes.

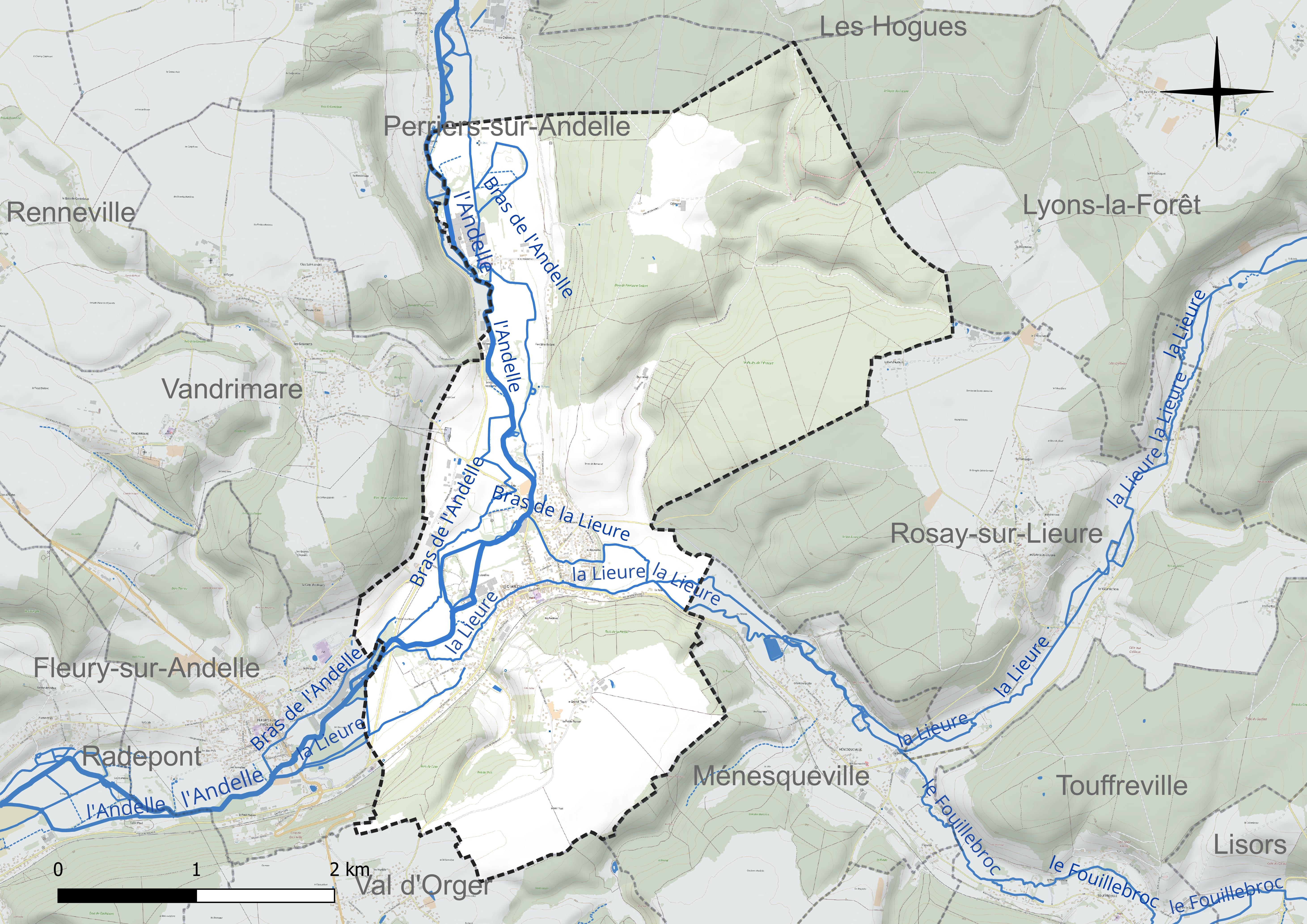
Réseau hydrographique de Charleval.

### Climat
Pour des articles plus généraux, voir Climat de la Normandie et Climat de l'Eure.
En 2010, le climat de la commune est de type climat océanique dégradé des plaines du Centre et du Nord, selon une étude du CNRS s'appuyant sur une série de données couvrant la période 1971-2000. En 2020, Météo-France publie une typologie des climats de la France métropolitaine dans laquelle la commune est exposée à un climat océanique et est dans la région climatique Côtes de la Manche orientale, caractérisée par un faible ensoleillement (1 550 h/an) ; forte humidité de l’air (plus de 20 h/jour avec humidité relative> 80 % en hiver), vents forts fréquents. Parallèlement le GIEC normand, un groupe régional d’experts sur le climat, différencie quant à lui, dans une étude de 2020, trois grands types de climats pour la région Normandie, nuancés à une échelle plus fine par les facteurs géographiques locaux. La commune est, selon ce zonage, exposée à un « climat des plateaux abrités », correspondant aux plaines agricoles de l’Eure, avec une pluviométrie beaucoup plus faible que dans la plaine de Caen en raison du double effet d’abri provoqué par les collines du Bocage normand et par celles qui s’étendent sur un axe du Pays d'Auge au Perche.
Pour la période 1971-2000, la température annuelle moyenne est de 10,7 °C, avec une amplitude thermique annuelle de 14,2 °C. Le cumul annuel moyen de précipitations est de 785 mm, avec 12,3 jours de précipitations en janvier et 8 jours en juillet. Pour la période 1991-2020, la température moyenne annuelle observée sur la station météorologique la plus proche, située sur la commune de Boos à 13 km à vol d'oiseau, est de 10,9 °C et le cumul annuel moyen de précipitations est de 847,5 mm,. Pour l'avenir, les paramètres climatiques de la commune estimés pour 2050 selon différents scénarios d’émission de gaz à effet de serre sont consultables sur un site dédié publié par Météo-France en novembre 2022.

## Urbanisme

### Typologie
Au 1er janvier 2024, Charleval est catégorisée bourg rural, selon la nouvelle grille communale de densité à 7 niveaux définie par l'Insee en 2022.
Elle appartient à l'unité urbaine de Fleury-sur-Andelle, une agglomération intra-départementale dont elle est ville-centre,. La commune est en outre hors attraction des villes,.

### Occupation des sols
L'occupation des sols de la commune, telle qu'elle ressort de la base de données européenne d’occupation biophysique des sols Corine Land Cover (CLC), est marquée par l'importance des forêts et milieux semi-naturels (47,2 % en 2018), une proportion sensiblement équivalente à celle de 1990 (46,9 %). La répartition détaillée en 2018 est la suivante : forêts (47,2 %), terres arables (28,8 %), prairies (17 %), zones urbanisées (5,4 %), zones industrielles ou commerciales et réseaux de communication (1,5 %). L'évolution de l’occupation des sols de la commune et de ses infrastructures peut être observée sur les différentes représentations cartographiques du territoire : la carte de Cassini (XVIIIe siècle), la carte d'état-major (1820-1866) et les cartes ou photos aériennes de l'IGN pour la période actuelle (1950 à aujourd'hui).

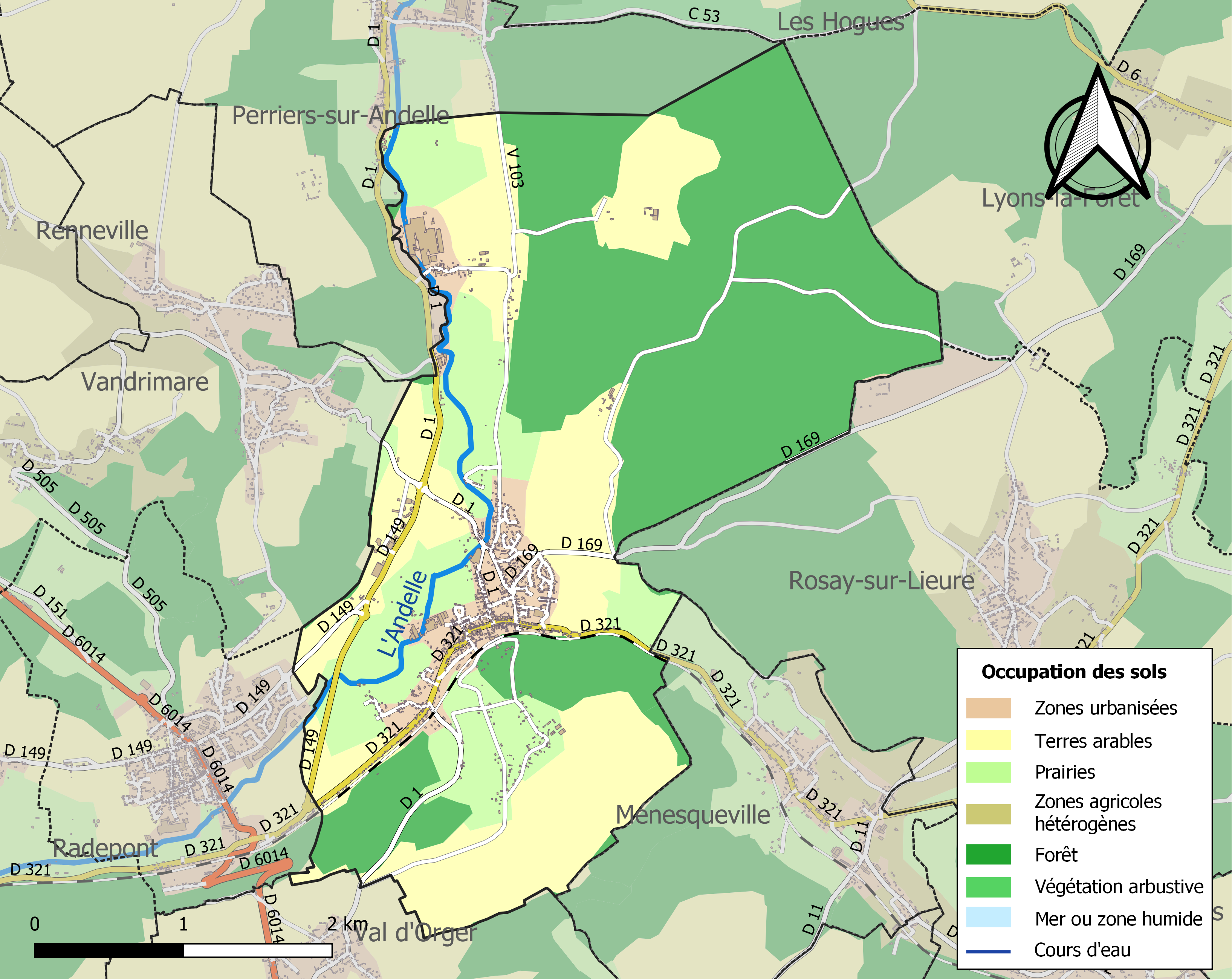
Carte des infrastructures et de l'occupation des sols de la commune en 2018 (CLC).

## Toponymie
Ancien établissement gaulois nommé Noviomagus ou Noviodunum, mots signifiant respectivement « nouveau marché » et « nouvelle forteresse » en gaulois et qui a donné Noyon.
La citation du lieu en tant que Noviomum dans la Gesta de Fontenelle, si elle s'applique bien à ce Noyon, justifie un primitif Noviomagus.
Noyon-sur-Andelle ; nom de la commune de Charleval jusqu’au règne de Charles IX.
Noyon, appellation médiévale à laquelle fut substituée en 1573 celle de Charleval en l'honneur de Charles IX, qui y fit construire un château, inachevé à la mort du roi,.
Le gentilé est Charlevallais.

## Histoire
L'origine du lieu remonte à l'an 830 environ et concerne un prieuré qui dépendait de l'abbaye de Saint-Wandrille de Fontenelle. Guillaume, comte d'Évreux, fonde en 1107 le prieuré Saint-Martin de Noyon-sur-Andelle, rattaché à l'abbaye de Saint-Évroult, dans l'Orne.
À l'époque anglo-normande, Henri Ier fit bâtir à Noyon un château fort. En août 1118, lors d'une guerre en Normandie, Louis VI le Gros va attaquer le château. Ayant échoué à s'en emparer, il incendie le prieuré qui se trouvait là. Les armées des deux souverains se rencontrent un peu plus loin à Brémule. C'est au château de Noyon qu'auraient été retenus des prisonniers de la bataille de Brémule, perdue par le roi de France Louis VI. Henri confia la garde de ce château à Guillaume de Montmorency, fils de Thierry.
Le comte d'Évreux (dont les Montfort-l'Amaury) reste seigneur de Noyon-sur-Andelle jusqu'à Amaury VI de Montfort-Évreux qui en 1195 et 1200 doit céder son comté au roi Philippe Auguste, avec les droits sur Noyon.
En 1285, Enguerrand de Marigny construit à Noyon un petit hôpital.
Le village fut rebaptisé par le roi Charles IX en personne du nom de Charleval en 1573. Aimant à chasser en forêt de Lyons, le jeune monarque fut séduit par ce site et décida d'acquérir l'endroit. Il fit exproprier les tenanciers occupant les terres où il désirait asseoir son château : le prieuré Saint-Martin fut détruit à ce moment ; quarante-quatre maisons furent détruites ainsi que le prieuré et l'Hôtel-Dieu, tout un quartier. Il spécifia la construction d'un château de style Renaissance française. Il devait être quatre fois plus grand que le château de Chambord et de style baroque. Les travaux débutèrent avant 1570. La Saint-Barthélémy ralentit les travaux de construction, alors que les jardins commençaient à prendre leur essor. La mort du roi le 30 mai 1574 marque la fin du chantier. Seul affleurait le premier étage du seul corps de bâtiment entrepris. Un logis provisoire fut cependant édifié, afin de permettre au roi de brefs séjours. Il comprenait deux pavillons dits « du Roi » et « de la Reine ». Le second subsiste encore aujourd'hui, devenu une maison d'habitation appartenant à un particulier. Le seul vestige du château est la cheminée dans la salle des fêtes de la commune.

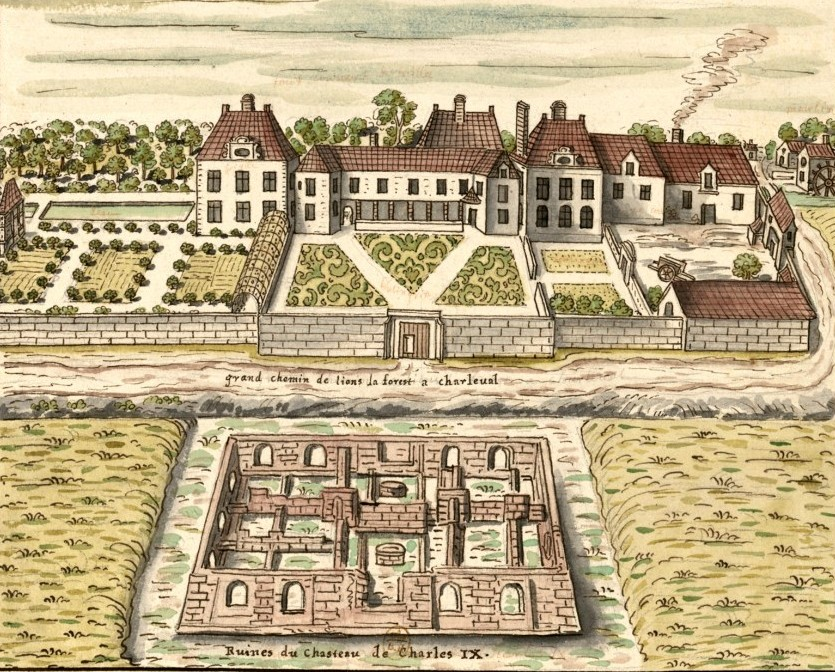
Vue du château de Charleval (détail).

Le passage de Noyon-sur-Andelle à Charleval (le val de Charles) restera la plus grande empreinte de cette époque, importante pour l'histoire du village.
La commune de Transières fut rattachée à Charleval le 2 février 1809.

## Politique et administration

### Rattachements administratifs et électoraux
La commune se trouve dans l'arrondissement des Andelys du département de l'Eure. Pour l'élection des députés, elle fait partie depuis 2012 de la cinquième circonscription de l'Eure.
Elle faisait partie depuis 1801 du canton de Fleury-sur-Andelle. Dans le cadre du redécoupage cantonal de 2014 en France, la commune intègre le canton de Romilly-sur-Andelle.

### Intercommunalité
La commune était le siège de la communauté de communes de l'Andelle créée fin 1992.
Dans le cadre des dispositions de la loi portant nouvelle organisation territoriale de la République (Loi NOTRe) du 7 août 2015, qui prévoit que les établissements publics de coopération intercommunale (EPCI) à fiscalité propre doivent avoir un minimum de 15 000 habitants, cette intercommunalité fusionne avec la communauté de communes du canton de Lyons-la-Forêt pour créer, le 1er janvier 2017, la communauté de communes Lyons Andelle dont elle est désormais le siège.

### Liste des maires
| Période          | Période         | Identité                  | Étiquette | Qualité                                                           |
| ---------------- | --------------- | ------------------------- | --------- | ----------------------------------------------------------------- |
| 1791             | 1793            | Georges Viel              |           |                                                                   |
| 1793             | 1795            | Jacques Lecoq             |           |                                                                   |
| 1795             | 1798            | Louis Ratel               |           |                                                                   |
| 1798             | 1799            | Nicolas Melissent         |           |                                                                   |
| janvier 1799     | avril 1799      | Désiré Lancelevée         |           |                                                                   |
| avril 1799       | juin 1799       | Pierre Beuzeron           |           |                                                                   |
| 1799             | 1800            | Noël Marion               |           |                                                                   |
| 1800             | 1802            | Louis Ratel               |           |                                                                   |
| 1802             | 1807            | Louis Leroux              |           |                                                                   |
| 1807             | 1815            | Alexandre Chaillou        |           |                                                                   |
| 1815             | 1820            | Louis Leroux              |           |                                                                   |
| 1820             | 1831            | Guillaume Viel            |           |                                                                   |
| 1831             | 1835            | Désiré Lancelevée         |           |                                                                   |
| 1835             | 1848            | Guillaume Viel            |           |                                                                   |
| 1848             | 1851            | Florentin Dolé            |           |                                                                   |
| 1851             | 1852            | François Hezet            |           |                                                                   |
| 1852             | 1860            | Jean Boismard             |           |                                                                   |
| 1860             | 1870            | Augustin Guérard          |           |                                                                   |
| 15 décembre 1870 | 25 janvier 1871 | Edmond Peynaud            |           | Industriel                                                        |
| 1871             | 1876            | Louis Gest                |           |                                                                   |
| 1876             | octobre 1912    | Armand Peynaud            |           | Industriel conseiller général de Fleury-sur-Andelle (1898 → 1912) |
| 1912             | 1925            | Joseph Outhenin-Chalandre |           | Industriel                                                        |
| 1925             | 1945            | Edouard Blot              |           |                                                                   |
| 1945             | 1962            | Abel Jumelin              |           |                                                                   |
| 1962             | 1972            | Bernard Hébert            |           |                                                                   |
| 1972             | mars 1977       | Henri Quevillon           |           |                                                                   |
| 1977             | mars 1983       | Marcel Vedie              |           |                                                                   |
| mars 1983        | décembre 2011   | Daniel Bellavoine         | PCF       |                                                                   |
| février 2012     | août 2017,      | Denis Lebaillif           | PS        | Retraité Vice-président de la CC Lyons Andelle(2017 → 2017)       |
| octobre 2017     | En cours        | Pascal Calais             |           |                                                                   |

## Population et société

### Démographie
L'évolution du nombre d'habitants est connue à travers les recensements de la population effectués dans la commune depuis 1793. Pour les communes de moins de 10 000 habitants, une enquête de recensement portant sur toute la population est réalisée tous les cinq ans, les populations de référence des années intermédiaires étant quant à elles estimées par interpolation ou extrapolation. Pour la commune, le premier recensement exhaustif entrant dans le cadre du nouveau dispositif a été réalisé en 2005.

En 2022, la commune comptait 1 703 habitants, en évolution de −5,55 % par rapport à 2016 (Eure : −0,25 %, France hors Mayotte : +2,11 %).
| 1793 | 1800 | 1806 | 1821 | 1831 | 1836  | 1841  | 1846  | 1851  |
| ---- | ---- | ---- | ---- | ---- | ----- | ----- | ----- | ----- |
| 670  | 690  | 621  | 725  | 909  | 1 013 | 1 183 | 1 187 | 1 316 |

| 1856  | 1861  | 1866  | 1872  | 1876  | 1881  | 1886  | 1891  | 1896  |
| ----- | ----- | ----- | ----- | ----- | ----- | ----- | ----- | ----- |
| 1 489 | 1 457 | 1 445 | 1 442 | 1 583 | 1 618 | 1 697 | 1 585 | 1 712 |

| 1901  | 1906  | 1911  | 1921  | 1926  | 1931  | 1936  | 1946  | 1954  |
| ----- | ----- | ----- | ----- | ----- | ----- | ----- | ----- | ----- |
| 1 850 | 2 035 | 1 745 | 1 705 | 1 721 | 1 813 | 1 674 | 1 606 | 1 667 |

| 1962  | 1968  | 1975  | 1982  | 1990  | 1999  | 2005  | 2006  | 2010  |
| ----- | ----- | ----- | ----- | ----- | ----- | ----- | ----- | ----- |
| 1 632 | 1 636 | 1 654 | 1 753 | 1 768 | 1 872 | 1 844 | 1 827 | 1 845 |

| 2015  | 2020  | 2022  | - | - | - | - | - | - |
| ----- | ----- | ----- | - | - | - | - | - | - |
| 1 826 | 1 706 | 1 703 | - | - | - | - | - | - |

| 1793 | 1800 | 1806 |
| ---- | ---- | ---- |
| 72   | 66   | 71   |

### Sports
- CFC → Charleval Football club[37].

## Culture locale et patrimoine

### Lieux et monuments

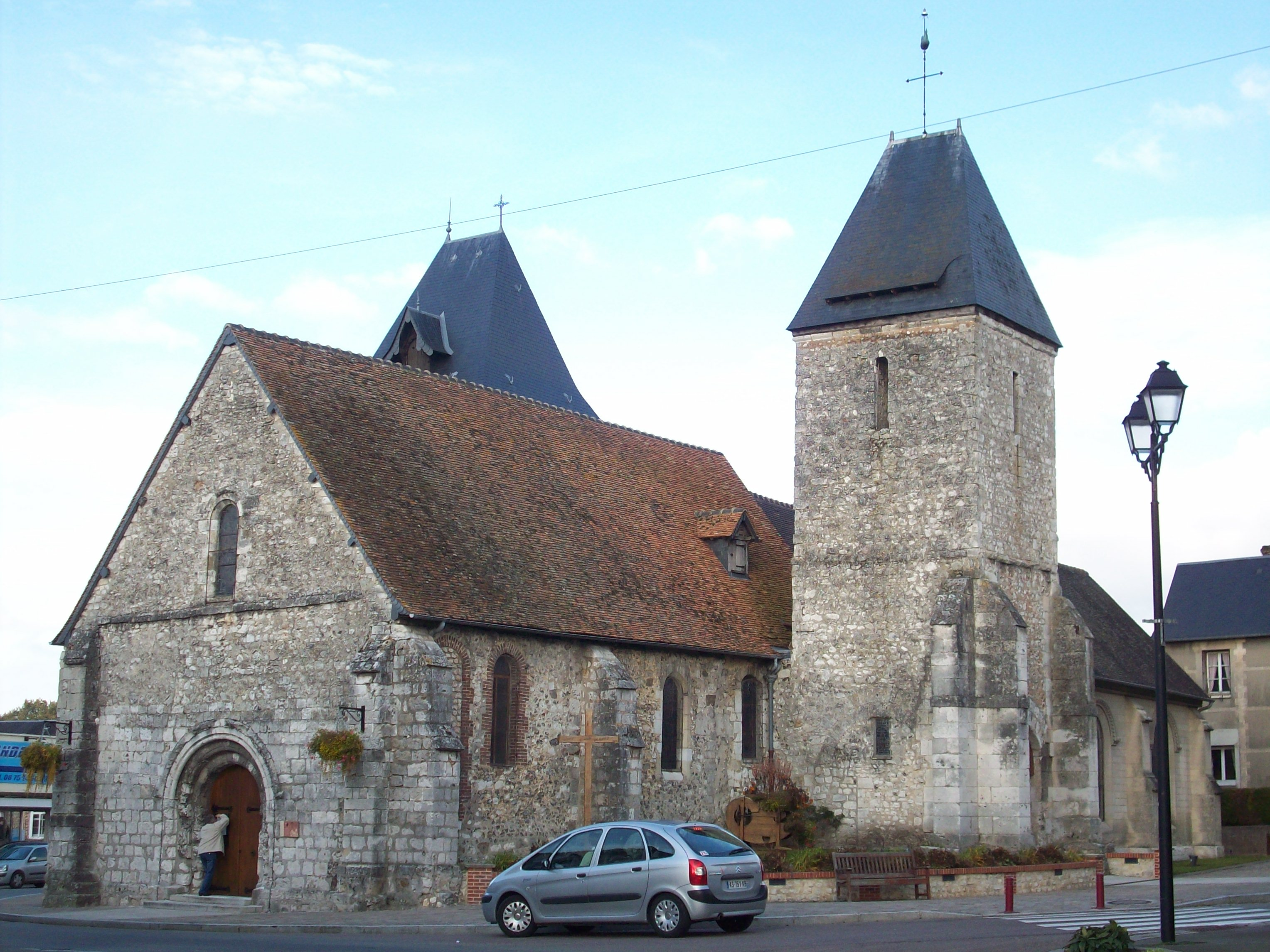
Église Saint-Denis.

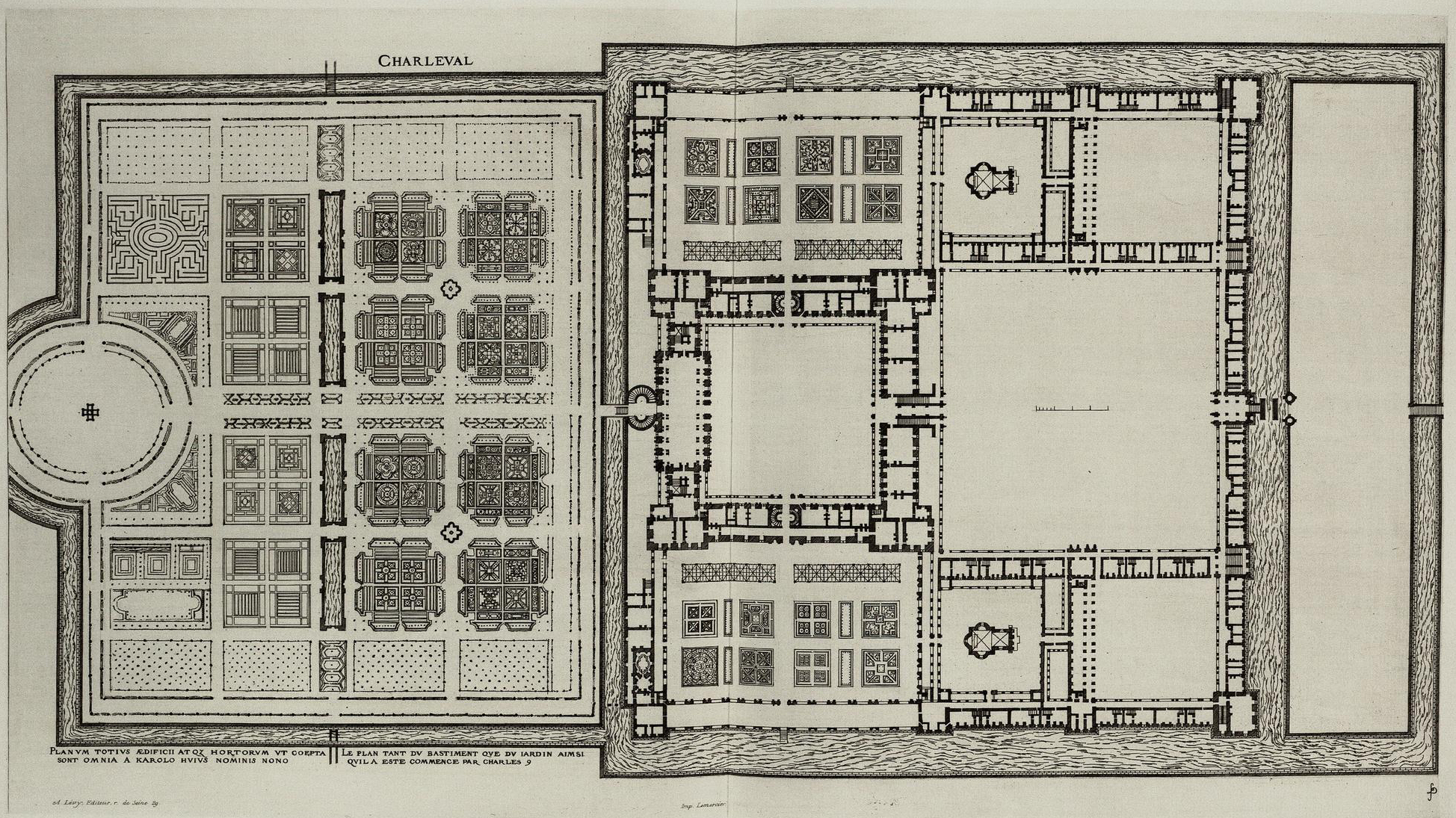
Château projeté pour.

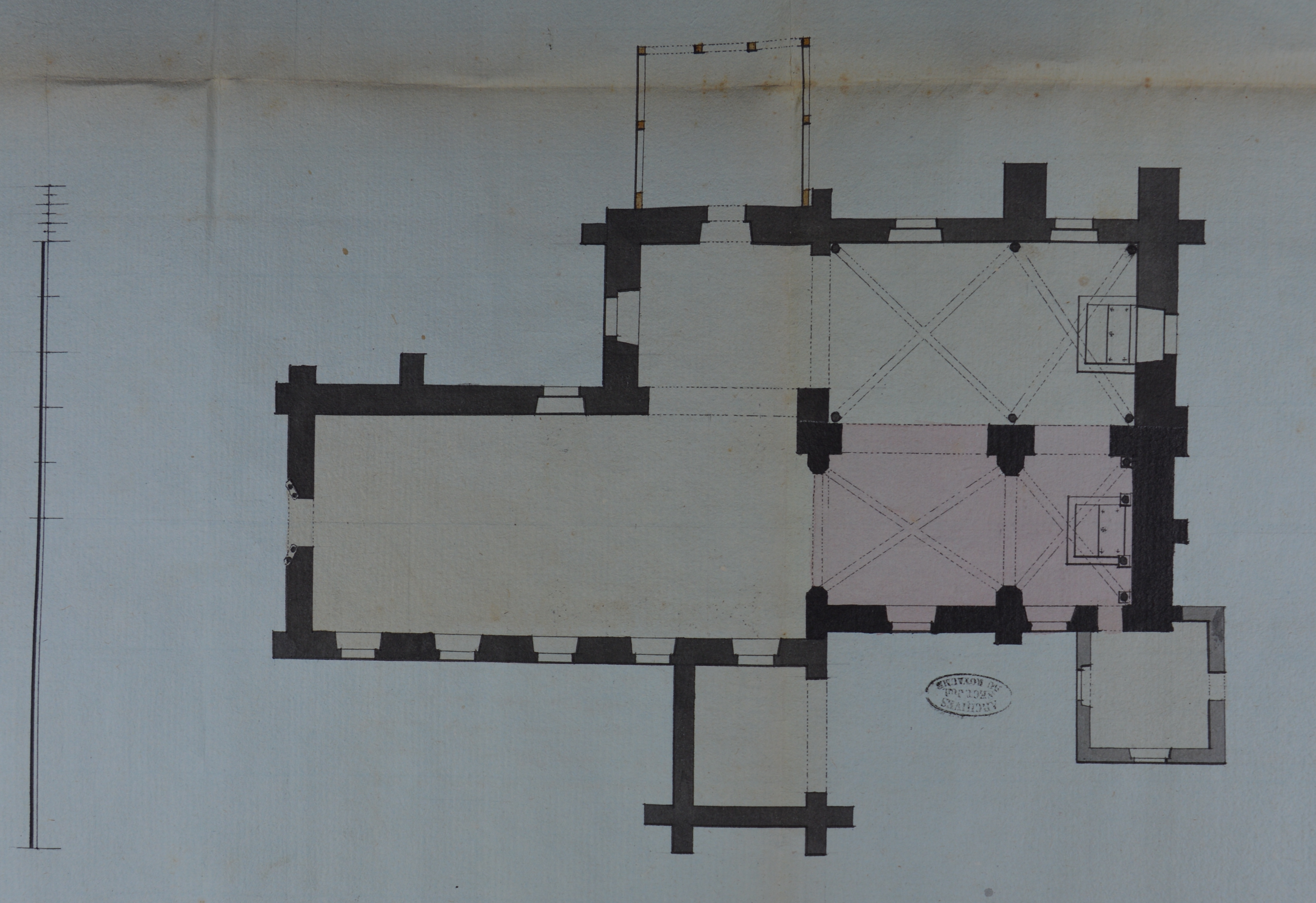
Pierre Taboureur (dir.), Plan de l'église Saint-Denis à Charleval, 1786, Plume et encre noire, lavis,, Archives nationales, Z1J1155, dossier 11.

- Le château de Charleval : En 1570, Charles IX commanda la construction d'un château qui resta inachevé[38].
- L'église Saint-Denis, d'origine romane.
- La vallée de la Lieure, site naturel protégé.
- L'usine Mesnel (joints automobile).

### Personnalités liées à la commune
- Charles IX, roi de France, concepteur du projet de château.
- Charles Faucon de Ris (1612 - Paris, 1688), poète, ami de Scarron.
- John Law acquit en 1720 le domaine de Charleval pour y établir une manufacture.
- Ernest Conseil (Charleval, 1879 - Tunis, 1930), médecin, disciple de Charles Nicolle.

#### Seigneurs de Noyon-sur-Andelle / Charleval
- Début XIe siècle : Guillaume, comte d'Évreux.
- À la suite de l'exil de Guillaume en Anjou, Noyon devient une possession du duc de Normandie Henri Ier Beauclerc.
- En plus des comtes d’Évreux, Il y avait une autre famille seigneuriale, les Beaumont-le-Roger-Meulan-Leicester, aussi maîtres d'Elbeuf et de Radepont, Fontaine-Guérard où ils fondent une abbaye.
- Dans la deuxième moitié du XIIe siècle, ils sont remplacés par les Le Chambellan du Plessis-(Nicole) (à Amfreville-sous-les-Monts ; Robert puis son fils Brice, chambellans d'Henri II et panetiers de Normandie), qui se constituent un domaine stratégique sur l'Andelle avec Radepont, Fleury-sur-Andelle, Bourg-Beaudouin, plus Gouy sur la Seine. La succession de ces derniers passe à la fille de Brice, Luce du Plessis, qui épouse Robert IV de Poissy, héritier par sa mère Isabelle du Neubourg d'Acquigny, Pont-Saint-Pierre, Romilly-Longboël. Philippe Auguste saisit tous ces biens vers 1203-1204, mais les restitue vite, au moins en partie.
- 1207 : Philippe Auguste échange à Pierre de Moret Venables, contre Noyon (Pierre de Moret, fidèle du roi, avait reçu Noyon-sur-Andelle et Radepont ; il sera le deuxième mari de Mahaut du Plessis, veuve de Robert de Poissy vers 1218 ? ; leur fils Jean sera le demi-frère utérin de Robert V de Poissy ; vers 1218, les Poissy et les Moret se partagent Radepont, Fleury et Fontaine-Guérard).
- 1213 : Philippe-Auguste rend Noyon à Robert IV de Poissy, premier mari de Luce Le Chambellan du Plessis, fille de Brice.
- Par le jeu des mariages, Noyon va passer entre les mains des familles de Poissy, de Léon (aussi seigneurs d'Acquigny), puis de Rohan. Mathilde de Poissy, fille de Guillaume et sœur de Robert VI, épouse vers 1260 Hervé IV de Léon (seigneur de Léon)[39]. En 1349, Jeanne de Léon épouse Jean Ier de Rohan qui, à la suite de la mort sans héritier d'Hervé VIII de Léon en 1363, récupère la seigneurie de Léon et de Noyon. Jeanne de Rohan[40] fille de Jean Ier de Rohan, sœur d'Alain VIII et tante d'Alain IX, épouse en 1374 Robert d'Alençon[41] puis Pierre II d'Amboise.

Ce ramage des seigneurs de Léon a l'ascendance suivante :
- Hervé IV de Léon, marié vers 1260 avec Mathilde (Mahaut) de Poissy, décédé en 1281, seigneur de Noyon-sur-Andelle par son mariage.
  - Son père est Hervé III de Léon, marié avec Marguerite de Châteauneuf et Senonches, décédé vers 1240.
  - Son grand-père est Hervé II de Léon, marié avec Anne de Guémené.
- Décédé en 1344, Hervé VII de Léon, marié à Marguerite d'Avaugour, fut lui aussi seigneur de Noyon-sur-Andelle.
- Il semble que par un partage familial vers 1400, les fiefs normands (Pont-Saint-Pierre, Noyon, Radepont) passent aux Léon d'Hacqueville, qui cèdent leurs biens bretons aux Rohan. De toute façon, la guerre de Cent Ans et l'occupation anglaise amènent une rupture féodale au XVe siècle : Noyon, Radepont et Pont-Saint-Pierre sont détenus par Jean Possemer, au service des Anglais ; puis vers 1470-1474 la terre de Noyon est acquise par le conseiller de Louis XI, Olivier Le Daim, qui se verra confisquer ses terres quelques années plus tard par Charles VIII. Il acquiert aussi le comté de Meulan et les seigneuries de Pont-Saint-Pierre, Radepont, mais sera exécuté en 1484.
- À la fin du XVe siècle, Jean Le Sec seigneur de Gaillardbois est aussi sire de Noyon, puis sa fille Guillemette qui épouse d'abord l'amiral Guillaume de Casenove puis Jean d'Orglandes (mort en 1515). En 1493 Jean d'Orglandes, écuyer, sieur de Prétot (Cotentin), également maître-enquêteur et réformateur général des Eaux et Forêts de Normandie et Picardie, est par son mariage seigneur de Noyon et Gaillardbois.
- Dans la deuxième moitié du XVIe siècle les Casenove, issus du premier mariage de Guillemette Le Sec, s'effacent devant Philippe III de Boulainvilliers comte de Dammartin, fils de Françoise d'Anjou-Mézières-Dammartin, comte de Fourquembergue et de Courtenay.
- 1573 : Philippe de Boulainvillers se voit échanger par Charles IX Noyon contre les terres et la châtellenie du Vaudreuil[43]. Mais Charles IX meurt dès 1574.
- 1577 : Faucon de Ris acquiert Charleval de Henri III. Les Faucon du Ris sont comtes de Bacqueville-en-Vexin en 1660.
- 1651 : Charleval est élevé en marquisat en faveur de Louis Faucon de Ris, premier président au Parlement de Rouen[44]. En 1668 Charlotte Maignard (de la famille des seigneurs de Bernières-sur-Seine) épouse Charles Faucon du Ris († 1691).
- 1720 : Charleval est acquis par John Law, puis en 1724 par les Frémont d'Auneuil, marquis de Rosay-en-Vexin en 1680, qui ont aussi Bry-sur-Marne.

### Articles connexes

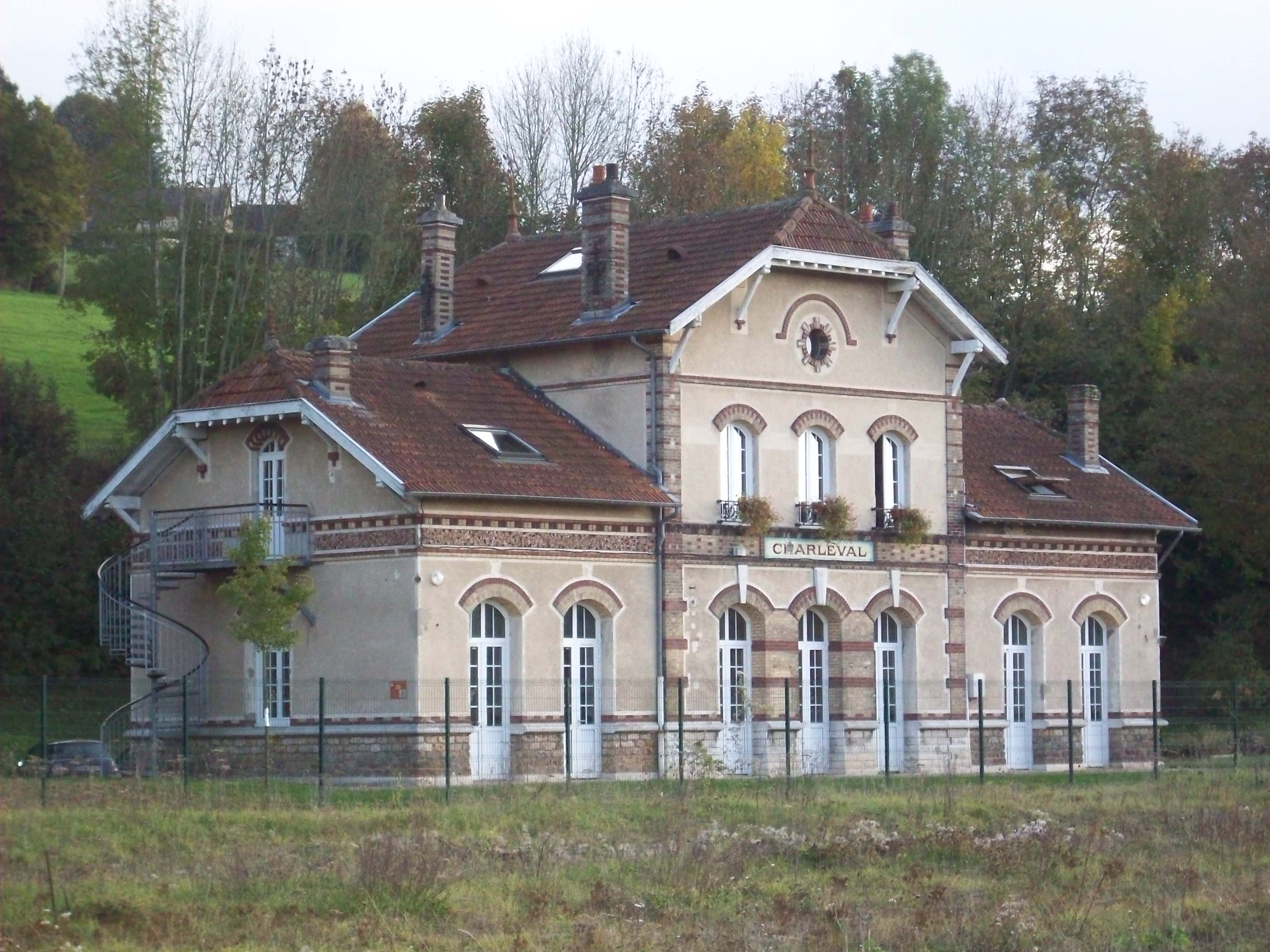
Gare de Charleval.

### Héraldique
| Armes de Charleval | Ces armes peuvent se blasonner ainsi aujourd’hui : de gueules à un château donjonné de trois pièces d'argent |

.